# Blutonium Boy
Blutonium Boy, artistnamn för Dirk Adamiak, född 26 april 1970 i Baden-Baden, är en tysk musikproducent och DJ inom elektronisk dansmusik.
Adamiak började som tranceproducent 1986. Under namnet Session One började han 1988 få bokningar till stora ravespelningar, även utomlands. 1997 grundade han sitt eget skivmärke Blutonium Records, sedermera Blutonium Media Germany. Sedan början av 2000-talet producerar han mestadels hardstyle. Han startade 2003 samlingsalbumserien Blutonium Presents Hardstyle och var själv med och producerade och mixade de första 18 volymerna.
Adamiak lät 2009 meddela att han drar sig tillbaka från musikscenen. Blutonium Media togs över av Thomas Flarup alias DJ Flarup. 2012 återkom han med singeln Hardstyle Instructor Is Back och samlingsalbumen Essential of Hardstyle.